# 2007年香港
|        | 香港歷史 \| 香港歷史年表                                                                                                   |
| 世紀： | 20世紀香港 \| 21世紀香港 \| 22世紀香港                                                                                     |
| 年代： | 1970年代香港 \| 1980年代香港 \| 1990年代香港 \| 2000年代香港 \| 2010年代香港 \| 2020年代香港 \| 2030年代香港               |
| 年份： | 2003年香港 \| 2004年香港 \| 2005年香港 \| 2006年香港 \| 2007年香港 \| 2008年香港 \| 2009年香港 \| 2010年香港 \| 2011年香港 |
| 紀年： | 丁亥年（猪年）、香港開埠166周年、香港回歸10周年                                                                            |

2007年，政府將禁煙條例推行至包括私人地方。香港步入數碼廣播時代，當時香港兩大免費電視台無綫電視及亞洲電視2007年12月31日數碼啟播。行政長官曾蔭權推政改報告，承認香港人支持2012年雙普選。

## 政府

### 行政

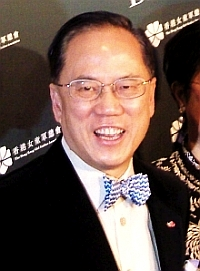
行政長官：曾蔭權
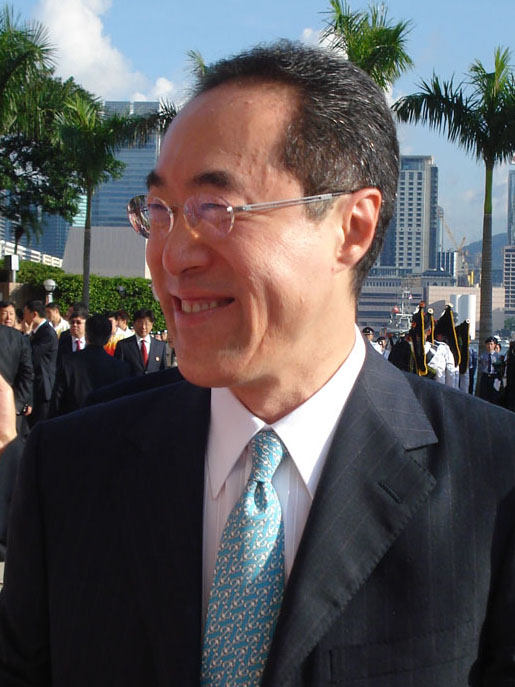
政務司司長：唐英年
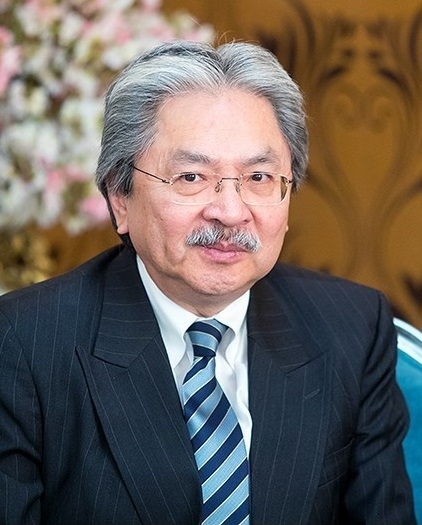
財政司司長：曾俊華
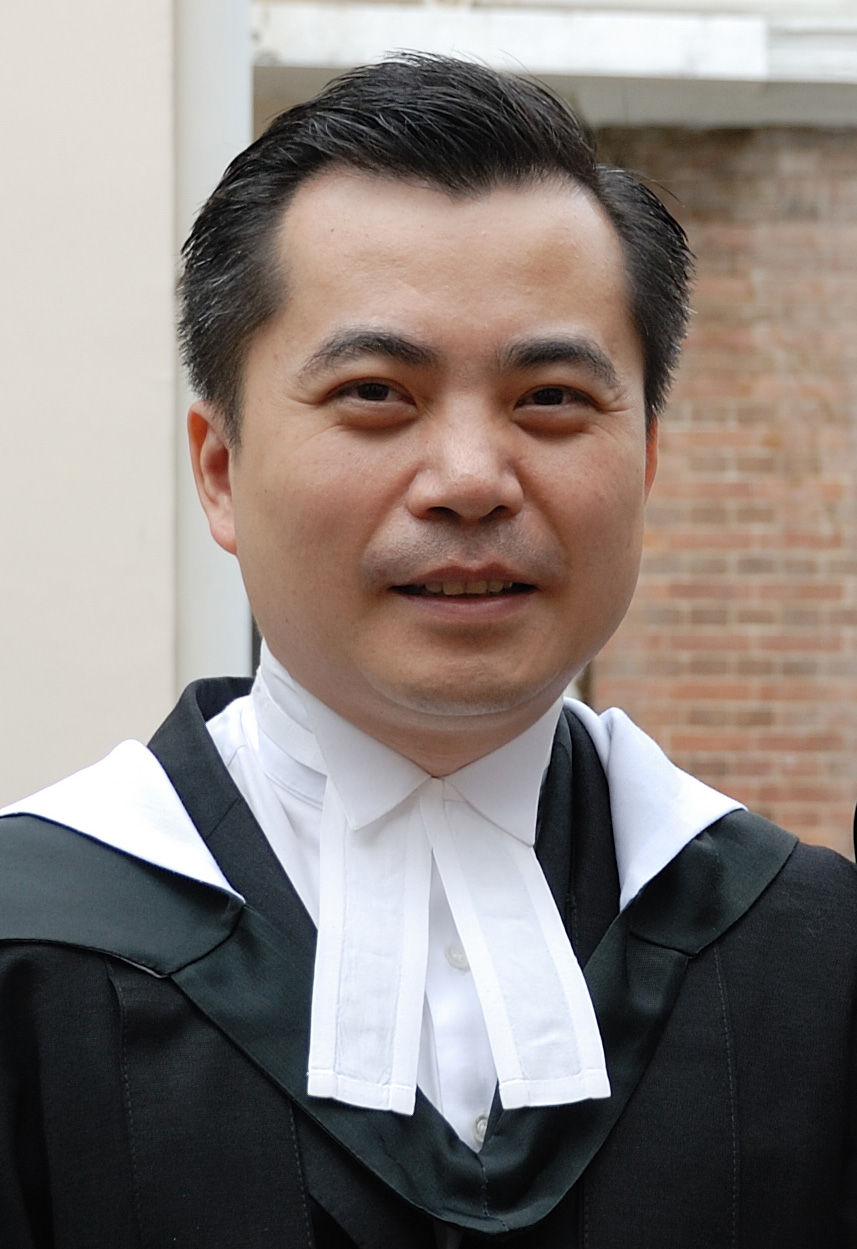
律政司司長：黃仁龍

### 立法

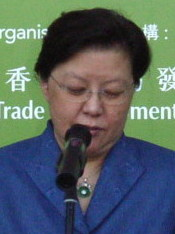
立法會主席：范徐麗泰

### 司法

終審法院首席法官：李國能

### 成員變動

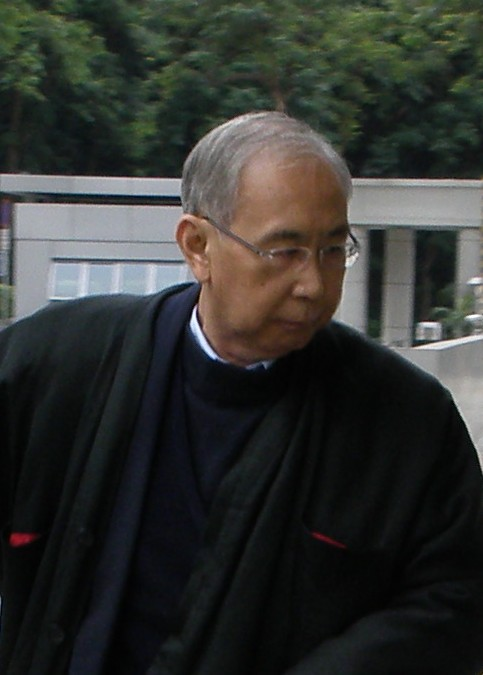
政務司司長：許仕仁（任期屆滿）
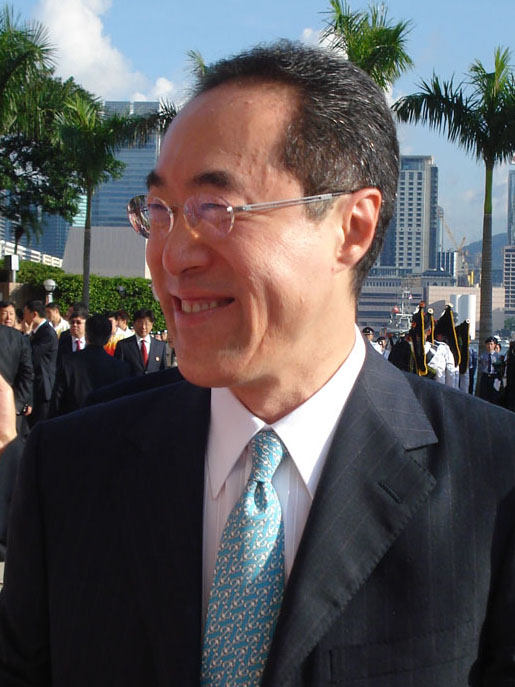
財政司司長：唐英年（轉任政務司司長）

## 大事記

### 1月
- 1月1日：吸煙（公眾衛生）（修訂）條例生效。
- 1月4日：晚上六時許，一輛行走40X線的丹尼士巨龍（AD68，車牌號碼FD4715）在大涌橋路被一輛專綫小巴撞及車尾，16人受傷。
- 1月5日：晚上八時許，一輛行走52X線的Neoplan Centroliner（AP73，車牌號碼JU6126）在青山公路—深井段與一輛失控越線、懷疑超載的私家車迎頭相撞，私家車上六人與一名巴士女乘客受傷。
- 1月6日至2月4日：2007年新界村代表選舉。
- 1月10日：香港海洋公園開幕30週年紀念。
- 1月11日：自人民幣可在市場兌換後，幣值首次超越港元。100港元只能兌換99.985人民幣。
- 1月24日：百佳超級市場將油魚扒冒充鱈魚扒出售食壞人
- 1月26日：
  - 一輛行走905線的九巴富豪B9TL（AVBW55，車牌號碼MM3904）在大角咀晏架街行駛時，一輛貨車未有在讓線位看清路面情況下從橡樹街駛出，巴士收掣不及撞向貨車車尾，貨車然後失控撞及兩輛停泊在路旁咪錶位的中型貨車，貨車司機及巴士一名乘客受傷。
  - 退休高等法院法官李柏儉與任職大律師的妻子馮閏禪，隱瞞約200萬元資產，騙取10萬元綜援及公屋。判即時入獄11個月，成為本港首名鋃鐺入獄的退休法官。
- 1月27日：凌晨四時，一輛行走N241線的富豪超級奧林比安在楓樹窩路行駛期間，被一輛腳掣失靈、從青衣西路駛出的私家車撞向左邊車身，私家車上一名女乘客受傷送院。

### 2月
- 2月7日：流浮山下白泥山命案。
- 2月14日：九廣西鐵一列南行列車早上9時許在大欖隧道行駛途中起火，800至1000人須緊急疏散，至少10人受傷。有目擊者指車上乘客8成滿，聽到巨大爆炸聲和看到火球。九鐵初步調查認為事故與變壓器漏油有關。[1]
- 2月17日：元朗八鄉青朗公路近大欖隧道，一輛行走69M線往葵芳站方向的富豪奧林比安11米空調巴士（3AV86，車牌號碼GP6441）與一輛貨櫃車相撞，巴士左邊車頭撞向貨櫃車左邊車尾，釀成1死13傷。
- 2月18日：
  - 2007年嘉士伯賀歲盃在香港大球場舉行。
  - 香港天文台錄得最高氣溫25.3度，是有記錄以來最溫暖的年初一。
- 2月20日：
  - 凌晨，一輛行走40線往麗港城方向的富豪奧林比安11米空調巴士（AV358，車牌號碼HN4534）在觀塘開源道迴旋處失控撞向路邊鐵欄後，再撞向觀塘站通風槽柱躉，巴士車長及一名乘客受傷，
  - 三名前往澳門度歲的本港母女，在澳門金沙賭場內角子機及百家樂時，16歲的女兒在角子機場贏得74萬元獎金，當一家三口前往領取彩金之際，賭場方面指中獎者未滿18歲，違反澳門博彩條例，不但中獎無效，並且必須立即離開賭場。
- 2月21日：屯門公路近掃管灘橋發生滅門車禍，3人喪生。[2]
- 2月26日：徐步高槍擊案開庭研訊徐步高及遇害者死因。
- 2月28日：唐英年在立法會宣讀香港政府2007/08財政年度財政預算案

### 3月
- 3月4日：渣打香港國際馬拉松比賽。
- 3月6日：香港電影《伊莎貝拉》在第27屆葡萄牙波圖國際電影節─亞洲賽中奪得多項殊榮最佳電影獎，梁洛施則憑該片獲最佳女主角榮銜 （页面存档备份，存于）。
- 3月15日：香港第三屆行政長官選舉，首次進行公開辯論。
- 3月20日：第1屆亞洲電影大獎。
- 3月25日：全民投票實踐計劃。
- 3月25日：香港第三屆行政長官選舉，曾蔭權以649票對123票擊敗對手梁家傑，當選第3屆行政長官。

### 4月
- 4月21日：萬人齊頌道德經
- 4月25日：徐步高槍擊案審結。
- 4月26日：一對大熊貓由中國四川臥龍運抵香港，而大熊貓則命名為「樂樂」及「盈盈」。
- 4月28日：新巴63線單層巴士撞向舂磡角道54號外牆，27人受傷。
- 4月30日：「在數碼環境中保護知識產權諮詢」諮詢期結束，政府指只有百多個回應及不會延長諮詢期。

### 5月
- 5月15日至17日：香港影視及娛樂事務管理處表示收到超過二千宗對聖經內容不雅的投訴，並在17日發表聲明，表示不會將《聖經》呈交淫褻物品審裁處評定類別。
- 5月22日：荃灣品質工業大廈6樓匯德電鍍廠發生三級火警。
- 5月29日：亞洲電視成立50週年。
- 5月20日：觀塘區議會舉行啟業選區補選，由民建聯之施能熊勝出。

### 6月
- 6月1日：香港國際機場二號客運大樓正式啟用。
- 6月7日：大型商場MegaBox開幕。
- 6月10日：早上，一輛行走9線往尖沙咀碼頭方向的富豪超級奧林比安（3ASV385，車牌號碼KP6560）在彌敦道近加連威老道撞向前面行走1A線的同款巴士（AVW100，車牌號碼MA5811）及203線的三菱MK117J（AM139，車牌號碼FG6084），2名車長受傷。
- 6月11日：一輛無載人的昂坪360吊車在赤鱲角南路從高處墜毀，政府勒令吊車系統無限期停駛。
- 6月15日：土瓜灣九龍城道殺子案。
- 6月19日：赤柱行李箱藏屍案。
- 6月20日：一架龍運巴士E34線於元朗公路與三輛貨車相撞，巴士司機死亡，2人受傷。
- 6月28日：永安百貨成立100週年。（繼先施百貨後第二間開業達百年的華資百貨公司）
- 6月29日：中共中央總書記兼國家主席胡錦濤在行政長官曾蔭權陪同下飛抵機場，出席香港回歸十周年活動[3]。

### 7月
- 7月1日：香港特別行政區成立十周年紀念日、第三屆香港特別行政區政府宣誓就職，以及連接香港和深圳的深港西部通道(即深圳灣公路大橋及深圳灣口岸)正式啟用。
- 7月4至5日：新世界集團旗下的新世界傳動網在香港的18間分店遭人淋上紅色或白色漆油。（新世界集團刑事毀壞案）
- 7月11日：一輛行走268C線的Neoplan Centroliner 12米巴士（AP151，車牌號碼KR9862）在龍翔道行駛時撞及左邊防撞欄，車長未有察覺車頭被防撞欄插入，扭軚時將整條防撞欄扯脫，然後斷開的防撞欄將巴士推向右邊石壆，意外中8人受輕傷。
- 7月17日：一輛行走旺角火車站至屯門兆康苑67X線的丹尼士三叉戟12米雙層巴士（ATR101，車牌號碼HZ6751，樣板車）沿葵涌道往屯門方向行駛時，撞向一輛拋錨停下的貨櫃車，之後更被尾隨的貨櫃車撞及車尾，整副左邊龍骨全斷，上層地台向左邊坍塌，多組座椅外露、跌落下層甚至飛脫，只有底盤、引擎室、樓梯及右邊結構尚可勉強辨認。上層前排3名乘客被拋出車外墮地重創，造成1死15傷。
- 7月20日：粉嶺嘉福邨福泰樓情殺案。
- 7月22日：一輛煞車系統失靈的貨櫃車在和宜合道近和宜合道運動場撞向一輛行走36A線的丹尼士巨龍11米非空調巴士（S3N236，車牌號碼ES5348），其後36A巴士再撞向前面一輛行走278X線的丹尼士巨龍12米空調巴士（3AD51，車牌號碼HL2226），兩輛巴士上共12人受傷。
- 7月31日：深水埗元州街137-139號唐樓天台屋命案。
- 7月：首家IMAX電影院開幕，該影院由UA院線和IMAX公司合作經營。

### 8月
- 8月1日：皇后碼頭清場。
- 8月6日：會考放榜，揭發了蕭源貼中中文作文題目《檸檬茶》。
- 8月11日：
  - 沙田麗豪酒店8樓梯間同志情殺案。
  - 凌晨，一輛行走旺角火車站至屯門良景邨58X線丹尼士三叉戟12米（ATR331，車牌號碼KV6817）在屯門公路近麗城花園撞向一輛拋錨停下的貨櫃車，巴士車頭嚴重損毀，9人受傷。
- 8月15日：九廣東鐵落馬洲支線通車及深圳福田口岸啟用，成為香港第二個鐵路口岸。
- 8月25日：牛頭角玉蓮臺童黨毆斃案。

### 9月
- 9月8日：大埔富善邨善雅樓命案。
- 9月9日：晚上七時許，一輛行走49X線的丹尼士巨龍（AD19，車牌號碼EV5814）在小瀝源路撞向前面一輛行走182線的城巴丹尼士三叉戟及一輛行走804線的豐田Coaster專線小巴，20人受傷。
- 9月15日：：下午四時許，一輛行走3B線的富豪超級奧林比安（3ASV57，車牌號碼JH3006）在紅磡馬頭圍道與民裕街交界因閃避一輛突然切線的私家車而失控衝上路中安全島，撞毀一列鐵欄，其中一截鐵枝飛過對面行車線，打中一輛行走新巴796X線巴士車身。肇事巴士右邊車頭撞毀，意外中無人受傷。
- 9月18日：中午十二時許，一輛行走98C線的丹尼士巨龍（3AD147，車牌號碼HS2358）在秀茂坪道行駛期間因腳掣故障，車長安排乘客轉搭其他巴士期間，巴士於無人駕駛情況下突然溜前，撞向山坡後停下，無人受傷。
- 9月21日：葵涌荔景邨仰景樓情殺案。
- 9月23日：一輛行走43X線的丹尼士巨龍（AD335，車牌號碼HC1409）在大涌橋路近濱景花園遭一輛行走801線的專綫小巴撞向車尾，八人受傷。

### 10月
- 10月3日：凌晨，一輛行走葵芳站至安蔭邨的235M線富豪奧林比安11米雙層巴士（AV114，車牌號碼GW5789）在葵涌葵義路扭軚時，與一輛中型貨車相撞，造成6人受傷。
- 10月5日：油麻地紅茶館酒店6樓A房兇殺案。
- 10月7日：
  - 西環百好大樓命案。
  - 泛民主派爭取2012年雙普選遊行
- 10月8日：香港亞洲電視再次更改台徽
- 10月9日：
  - 下午五時許，一輛行走42C線的丹尼士三叉戟（ATR160，車牌號碼JD3231）在青荃橋往長安迴旋處支路遭鄰線失控撞向石壆傾側的貨車壓向巴士右邊車身，一名乘客受輕傷。
  - 地鐵股東大會通過兩鐵合併
- 10月10日：
  - 葵涌瑪嘉烈醫院急症室蓄意傷人案。
  - 行政長官曾蔭權發表施政報告；《政制發展綠皮書》截止諮詢
- 10月14日：天水圍天耀邨耀豐樓2402室三屍案。
- 10月17日：一名車長駕駛一輛行走九龍站至上水的270A線的富豪超級奧林比安12米空調巴士（3ASV378，車牌號碼KP4535）在窩打老道45號對開時突然感到肚痛，巴士失控撞斷交通燈及欄杆，衝上行人路並撞入滙達中心之騎樓底。巴士整個車頂被大廈陽台底部削去，上層扶手設施等被折斷，玻璃完全粉碎。1名路過的DHL速遞員被捲入車底死亡，12人受傷。
- 10月20日：深水埗東京街與元州街交界一輛巴士與一輛小巴相撞，16人受傷，其中小巴一名女乘客被拋出車外，跌下5米深的明渠。[4]
- 10月24日：香港now寬頻電視旗下24小時新聞頻道now新聞台開播
- 10月26日：恆生指數突破30,000點收市。
- 10月28日：亞洲小姐2007於亞洲電視大埔總台舉行。
- 10月29日：一輛行走263M線的丹尼士巨龍（AD333，車牌號碼HC1365）在青山公路撞向前方一輛行走265M線的Neoplan Centroliner（AP91，車牌號碼JV8208）車尾，2人受傷。
- 10月30日：恆生指數收報31,638點，創歷史新高。此項紀錄已被2018年1月19日的32,254點打破。

### 11月
- 11月10日：[凌晨零時許，一輛高速行駛的的士在粉嶺公路往新田交匯處支路懷疑行錯路，轉線時撞向一輛拖車，拖車閃避該的士時撞向鄰線一輛行走N76線的三菱MK117J（AM163，車牌號碼FP5496）。的士其後撞向左邊石壆後再撞向巴士，的士司機死亡，巴士車長及拖車車長受傷。
- 11月18日：第三屆區議會選舉
- 11月19日：無綫電視開播40週年
- 11月20日：一輛行走208線的三菱MK117J（AM131，車牌號碼FG2479）在廣播道巴士總站開出不久後車長發現機件出現故障而停在路旁時，巴士於無人駕駛狀態下突然失控溜前，撞向兩輛電單車，繼而撞毀鐵欄、停車咪錶及路牌，再撞毀一輛私家車的倒後鏡，繼而把另一輛停在路邊的私家車推前，最後兩車剷上行人路後才停下，意外中無人受傷。
- 11月29日至12月2日：香港葛福臨佈道大會

### 12月
- 12月2日：
  - 兩鐵合併 － 地鐵與九廣鐵路正式合併成「港鐵」，由地鐵有限公司易名香港鐵路有限公司繼續營運，但英文公司名稱沿用地鐵公司的「MTR Corporation Limited」。至於九廣鐵路公司仍繼續存在，但職能改為向港鐵租出其鐵路資產。
- 香港立法會港島選區補選舉行，陳方安生以175,874票當選。
- 12月11日：
  - 晚上十時許，一輛行走66線的丹尼士巨龍（S3N291，車牌號碼FX9694）在屯門公路近大欖被尾隨旅遊巴撞向車尾，旅遊巴司機受輕傷。
  - 元朗朗屏邨燕屏樓24樓殺子案。
- 12月31日：
  - 數碼地面電視頻道啟播。
  - 亞洲電視和無線電視正式開始數碼廣播。

## 大型演唱會
- 1月12日至1月15日：
  - 《Rain's Coming 06 / 07 Rain World Tour》演唱會（4場），亞洲國際博覽館
- 1月17日：
  - 《Eric Clapton Live In Hong Kong》，亞洲國際博覽館
- 1月19日至1月20日（2場）：
  - 《一電通何韻詩2007演唱會》，香港體育館
- 1月20日：
  - 《John Legend Live香港演唱會》，亞洲國際博覽館
- 1月22日：
  - 《IL DIVO Live In Hong Kong》，亞洲國際博覽館
- 1月23日至1月24日：
  - 《景福Masterpiece蔡琴2007不了情經典歌曲香港演唱會》（2場），香港體育館
- 2月1日至2月3日：
  - 《草蜢演唱會2007》（3場），香港體育館
- 2月8日至2月9日：
  - 《呂珊閃耀07演唱會》（2場）
- 2月9日、2月11日：
  - 《港樂‧側田演唱會》（2場），香港體育館
- 2月18日、2月20日至3月1日：
  - 《中銀集團人壽智選退休計劃—溫拿33好時光演唱會》（11場），香港體育館
- 3月9日至3月10日：
  - 《呂方唱好情歌演唱會2007》（2場），香港體育館
- 3月29日至4月1日：
  - 《衛蘭演唱會2007》（4場），香港體育館
- 4月7日：
  - 《濱崎步演唱會2007》，香港體育館
- 5月18日-5月25日：
  - 《景福Show Mi鄭秀文2007演唱會》（8場），香港體育館
- 5月7日-5月8日：
  - 《親親梁靜茹愛的大遊行演唱會》（2場），香港體育館
- 5月4日-5月5日
  - 《五月天離開地球表面演唱會》（2場），香港體育館
- 8月1日-8月2日
  - 《太子珠寶呈獻關菊英溏心演唱會》（2場），香港體育館
- 8月17日-9月3日
  - AIG信用卡《學友光年世界巡迴演唱會》 - 香港（18場），香港體育館
- 9月7日-9月12日
  - 《古巨基演唱會The Magic Moments 2007》（6場），香港體育館
- 9月21-9月23日
  - 《汪明荃我是我演唱會》（3場），香港體育館
- 10月9日：
  - 《顏福偉愛多80年講唱會》，葵青劇院
- 10月12日-10月16日：
  - 《Forevermark All About Love楊千嬅2007演唱會》（5場），香港體育館
- 10月18-10月19日：
  - 《太子珠寶鐘錶呈獻─問我30年黎小田演唱會》（2場），香港體育館
- 10月24日-11月5日：
  - 《Johnnie Walker Keep Walking 陳奕迅 Moving On Stage 1》（16場），香港體育館
- 11月9日-11月18日：
  - 《憶蓮Live 07》（10場），九龍灣國際展貿中心
- 11月17日-21日、11月23日：
  - 《瑞士尊貴理財郭富城舞林正傳演唱會》（6場），香港體育館
- 11月20日：
  - 《Linkin Park Live in Hong Kong》，亞洲國際博覽館
- 12月5日-12月9日：
  - 《周杰倫07-08世界巡迴演唱會香港站》（5場），香港體育館
- 12月16日：
  - 《許冠傑香港大球場Live音樂會》，香港大球場
- 12月21日：
  - 《中銀信用卡梁詠琪本色2007慈善演唱會》，亞洲國際博覽館
- 12月21日至2008年1月4日：
  - 《Ma Belle Leo Brilliance劉德華Wonderful World演唱會2007》（12場），香港體育館

## 逝世

### 1月
- 1月13日──曹達華，91歲，香港粵語電影導演、演員。明報
- 1月24日：歐玉霞，47歲，前觀塘區議員。

### 2月
- 2月8日──楊啟彥，66歲，前香港政府高級官員、前九廣鐵路公司管理局主席兼行政總裁、前香港職業訓練局主席。 商業電台
- 2月24日──利榮森，91歲，前香港電視廣播有限公司董事及上海商業銀行董事。利希慎的第四子。 中國文化研究所簡訊、（页面存档备份，存于）

### 3月
- 3月25日──程廣基，又名程基，74歲，香港飲食界名人。明報
- 3月28日──查濟民，93歲，香港興業國際集團創辦人、前香港基本法起草委員會委員、前港事顧問、首批大紫荊勳章得主。香港政府網站（页面存档备份，存于）
- 3月29日──許堅信，71歲，香港粵劇名伶，藝人許秋怡之父親。蘋果日報

### 4月
- 4月3日──龔如心，70歲，香港華懋集團董事會主席，亞洲第一女富豪。
- 4月11日──高登爵士（Sir Sidney Samuel Gordon），89歲，香港前行政、立法兩局非官守議員，中華電力前董事會主席。香港經濟日報

### 5月
- 5月6日──黃家亮，48歲，香港無綫電視前高級監製。明報、文匯報（页面存档备份，存于）
- 5月17日──羅國洲，49歲，前香港騎師、練馬師。商業電台[]、香港賽馬會（页面存档备份，存于）
- 5月22日──李澤添，74歲，港區全國人大代表、香港工聯會會務顧問及前會長。大公報
- 5月22日──黃家熙，27歲，香港消防員，在撲救荃灣德士古道品質工業大廈三級大火時遭遇閃燃英勇殉職。雅虎香港
- 5月26日──黎鍵，74歲，香港粵劇研究者。文匯報（页面存档备份，存于）

### 6月
- 6月2日──莊世平，97歲，香港銀行家、前全國人大代表前全國政協常委、南洋商業銀行名譽董事長中華全國歸國華僑聯合會副主席、大紫荊勳章得主。文滙報（页面存档备份，存于）
- 6月9日──李啟新，97歲，前新華社香港分社副社長。新華網 Archive.today的存檔，存档日期2013-04-28
- 6月26日──楊元龍，83歲，香港歷來最大宗造馬案主角、上海商人。東方日報[]
- 6月30日──趙世光，92歲，香港著名嶺南派畫家。聯合新聞網

### 7月
- 7月6日──黃光漢，66歲，中國人民政治協商會議第十屆全國委員會常務委員，第七、八、九屆全國人民代表大會代表，香港福建社團聯會創會主席。雅虎香港
- 7月12日──鮑漢琳，91歲，香港電視、電影、舞台劇演員。雅虎香港（页面存档备份，存于）
- 7月15日──曾灶財，85歲，香港一名塗鴉藝術者
- 7月27日──陳日新，92歲，前全國政協委員、新界鄉議局前主席，曾任港事顧問、預委會委員、特區籌委會委員。雅虎香港

### 8月
- 8月1日──黃夢花，87歲，香港醫生、前市政局議員、前全國政協委員。東方日報
- 8月2日──白文彪，86歲，香港演員，曾演出《射雕英雄傳》等劇。新華網 Archive.today的存檔，存档日期2013-01-05
- 8月8日──馬力，55歲，香港立法會議員，民建聯前主席。
- 8月11日──張樹鴻，50歲，香港玩具廠東主，有「芝麻街玩具大亨」之稱。星島蘋果日報
- 8月24日──朱家鼎，53歲，香港廣告業人士，藝人鍾楚紅之丈夫。

### 10月
- 10月7日──陳思思，69歲，香港左翼影星。曾與夏夢、石慧並列「長城三公主」。大公報
- 10月14日──陳蝶衣，99歲，中国最早的流行歌曲作家、著名词作家、电影剧作家。香港創作人協會終身成就獎得主。新浪娱乐（页面存档备份，存于）
- 10月21日──石景宜，91歲，香港出版界人士、第六、七、八、九屆全國政協委員，香港漢榮書局創辦人。中新社（页面存档备份，存于）

### 11月
- 11月23日──周文軒，86岁，香港實業家，有「公仔麵大王」稱譽。香港文匯報（页面存档备份，存于）

### 12月
- 12月23日──冼樂嘉（凯文·辛克莱（英语：Kevin Sinclair）），65歲，香港資深新聞從業員。南華早報、香港蘋果日報
- 12月28日──許冠文，77岁，香港漫畫《財叔》創作人。明報加西版

## 節慶
下列節慶，如無註明，均是香港的公眾假期，同時亦是法定假日（俗稱勞工假期）。有 # 號者，不是公眾假期或法定假日（除非適逢星期日或其它假期），但在商業炒作下，市面上有一定節慶氣氛，傳媒亦對其活動有所報導。詳情可參看香港節日與公眾假期。
- 1月1日（星期一）：元旦
- 2月17日（星期六）：農曆年初一之前一日（補2月17日）
- 2月18日（星期日）：農曆年初一
- 2月19日（星期一）：農曆年初二
- 2月20日（星期二）：農曆年初三
- 4月4日（星期三）：兒童節 #
- 4月5日（星期四）：清明節
- 4月6日（星期五）：耶穌受難節（是公眾假期，但不是法定假日）
- 4月7日（星期六）：耶穌受難節翌日（是公眾假期，但不是法定假日）
- 4月9日（星期一）：復活節星期一（是公眾假期，但不是法定假日）
- 5月1日（星期二）：勞動節
- 5月24日（星期四）：佛誕（是公眾假期，但不是法定假日）
- 6月19日（星期二）：端午節
- 7月1日（星期日）：香港特別行政區成立紀念日
- 7月2日（星期一）：香港特別行政區成立紀念日翌日（補7月1日）
- 9月25日（星期二）：中秋節 #
- 9月26日（星期三）：中秋節翌日
- 10月1日（星期一）：中華人民共和國國慶日
- 10月19日（星期五）：重陽節
- 10月31日（星期三）：萬聖夜 #
- 12月22日（星期六）：冬至（是法定假日，但不是公眾假期，根據法定假日放假的機構，或會聖誕節放假，冬至不放假。部份機構或會提早下班）
- 12月24日（星期一）：平安夜#（不是公眾假期或法定假日，但部份機構或會提早下班或放假一天）
- 12月25日（星期二）：聖誕節（根據法定假日放假的機構，或會冬至放假，聖誕節不放假）
- 12月26日（星期三）：聖誕節後第一個周日（是公眾假期，但不是法定假日）
- 12月31日（星期一）：公曆除夕# （不是公眾假期或法定假日，但部份機構或會提早下班或放假一天）

## 社會貢獻
- 大紫荊勳章：范徐麗泰、許仕仁、李國寶、李兆基
- 金英勇勳章：黃家熙、錢國明
- 香港十大傑出青年選舉：朱祖順、高永賢、羅寶文、鄧智偉、黃金寶、甄韋喬、姚佩玲、余翠怡、袁國禮、袁孟峰（共10名）

## 邵逸夫獎
- 數學科學獎：羅伯特·朗蘭茲和理察·泰勒
- 天文學獎：彼得·戈德賴希
- 生命科學與醫學獎：羅伯特·萊夫科維茨

## 2007年香港電影金像獎（第26屆）
最佳影片：《父子》
最佳導演：譚家明《父子》
最佳編劇：譚家明、田開良《父子》
最佳男主角：劉青雲《我要成名》
最佳女主角：鞏俐《滿城盡帶黃金甲》
最佳男配角：吳景滔《父子》
最佳女配角：周迅《夜宴》
最佳新演員：吳景滔《父子》
最佳攝影：劉偉強、黎耀輝《傷城》
最佳剪接：鄺志良《墨攻》
最佳美術指導：霍廷霄《滿城盡帶黃金甲》
最佳服裝造型設計：奚仲文《滿城盡帶黃金甲》
最佳動作設計：袁和平《霍元甲》
最佳音響效果：Nakom Kositpaisal 《鬼域》
最佳視覺效果：吳炫輝《鬼域》
最佳原創電影音樂：金培達《伊莎貝拉》
最佳原創電影歌曲：菊花台《滿城盡帶黃金甲》作曲：周杰倫 填詞：方文山主唱：周杰倫
新晉導演：吳彥祖《四大天王》
最佳亞洲電影：《千里走單騎》 中國
專業精神獎：文潤玲
世紀成就大獎 ：邵逸夫

## 電視廣播有限公司獎項（2007年）
- 香港先生：袁偉豪
- 香港小姐冠軍：張嘉兒
- 最佳男主角：陳豪
- 最佳女主角：李司棋
- 萬千光輝演藝大獎（終身演藝成就獎）：沈殿霞
- 英皇新秀歌唱大賽金咪大獎（冠軍）：駱振偉
- 最受歡迎男歌手：陳奕迅
- 最受歡迎女歌手：容祖兒
- 金曲金獎：《花落誰家》（歌手：李克勤）

## 外部連結
- 香港年報2007（页面存档备份，存于）